# برت منلوو
برت منلوو (انگلیسی: Bert Menlove; ۸ دسامبر ۱۸۹۲ – ۳ ژوئیهٔ ۱۹۷۰) بازیکن فوتبال بود.
از باشگاه‌هایی که در آن بازی کرده‌است می‌توان به باشگاه فوتبال شفیلد یونایتد اشاره کرد.